# Myrmecocephalus concinnus
Myrmecocephalus concinnus är en skalbaggsart som först beskrevs av Wilhelm Ferdinand Erichson 1840.  Myrmecocephalus concinnus ingår i släktet Myrmecocephalus och familjen kortvingar. Arten är reproducerande i Sverige. Inga underarter finns listade i Catalogue of Life.